# Thérapie comportementale dialectique
La thérapie comportementale dialectique (TCD) est une technique de psychothérapie développée par Marsha M. Linehan, chercheuse en psychologie à l'Université de Washington, pour traiter les personnes atteintes d'un trouble de la personnalité borderline (TPB),.  

## Principes
La TCD combine les techniques standards de la psychothérapie cognitivo-comportementale comme la régulation de l'émotion et des exercices pratiques avec des principes de tolérance de la détresse, d'ouverture d'esprit, de relaxation, d'acceptation largement dérivés des pratiques de méditation bouddhistes.
La TCD semble être la première thérapie qui a expérimentalement démontré son efficacité pour traiter les troubles de la personnalité borderline,.

## Applications et évaluations
Un total de huit essais cliniques randomisés montre l'efficacité de la TCD pour le trouble de la personnalité borderline et les troubles apparentés. 
La TCD a démontré son efficacité pour diverses maladies mentales, notamment le trouble de la personnalité borderline, la dépression chronique, les troubles alimentaires et le syndrome de stress post-traumatique. Bien que la majorité des études aient été menées auprès de populations de recherche, la TCD a également été utilisée avec succès dans des établissements de santé mentale communautaire pour traiter des personnes souffrant de troubles de la personnalité borderline. 
Une méta-analyse publiée dans Behavior Therapy a révélé que la TCD réduisait les comportements d'auto-mutilation, les tentatives de suicide et la fréquence de recours aux services de crise psychiatrique. Des travaux récents montrent son utilité chez les sujets qui ont subi un abus sexuel. 

## Constituants
Les éléments clefs de la TCD sont une thérapie comportementale conventionnelle et une thérapie cognitive, avec un principe dialectique et celui de la pleine conscience. Le principe dialectique, similaire à son rôle en philosophie, est introduit comme une alternative aux émotions intenses et polarisées. Plutôt que de réagir aux évènements ressentis comme étant parfaits ou insupportables, les patients sont amenés à reconnaître plusieurs points de vue et à les prendre en compte. La pleine conscience est définie comme une méthode pour vivre et ressentir une émotion sur le moment tout en se détachant des appréhensions concernant le futur ou le passé.
Toutes les TCD impliquent deux composants :
1. Une composante individuelle dans laquelle le thérapeute et le patient discutent des problèmes survenus dans la semaine, les notent dans un journal et définissent des objectifs de traitement hiérarchiques. L'auto-mutilation et les comportements suicidaires sont les priorités, suivies plus généralement des comportements interférant sur la thérapie. Puis sont traités les problèmes de qualité de vie pour terminer sur un travail d'amélioration des conditions de vie en général. Lors des thérapies individuelles, le thérapeute et le patient travaillent à améliorer l'utilisation de ses aptitudes.  Souvent, les aptitudes en groupe sont observées et les obstacles empêchant de réagir correctement définis.
2. Le groupe, qui d'ordinaire se rencontre une fois par semaine pendant environ deux heures, apprend à utiliser des aptitudes spécifiques qui sont classées en quatre modules: la pleine conscience, les relations interpersonnelles, la régulation des émotions et la tolérance à la détresse.

Ces deux composants ne peuvent pas être dissociés; la composante individuelle est considérée comme nécessaire pour empêcher les envies suicidaires et les problèmes de gestion des émotions de provoquer des incidents lors des sessions en groupe, tandis que les sessions en groupes apportent au patient les aptitudes essentielles de la TCD et lui permettent d'exercer sa gestion des émotions et des comportements dans un contexte social.